# Ligne Chitose
La ligne Chitose (千歳線, Chitose-sen) est une ligne ferroviaire de la compagnie JR Hokkaido située sur l'île d'Hokkaidō au Japon. Elle relie la gare de Numanohata à la gare de Shiroishi. Une branche relie la gare de Minami-Chitose à la gare de l'aéroport de Shin-Chitose et permet de rejoindre l'aéroport de Shin-Chitose. La carte sans contact Kitaca est acceptée sur l'ensemble de la ligne.

## Histoire

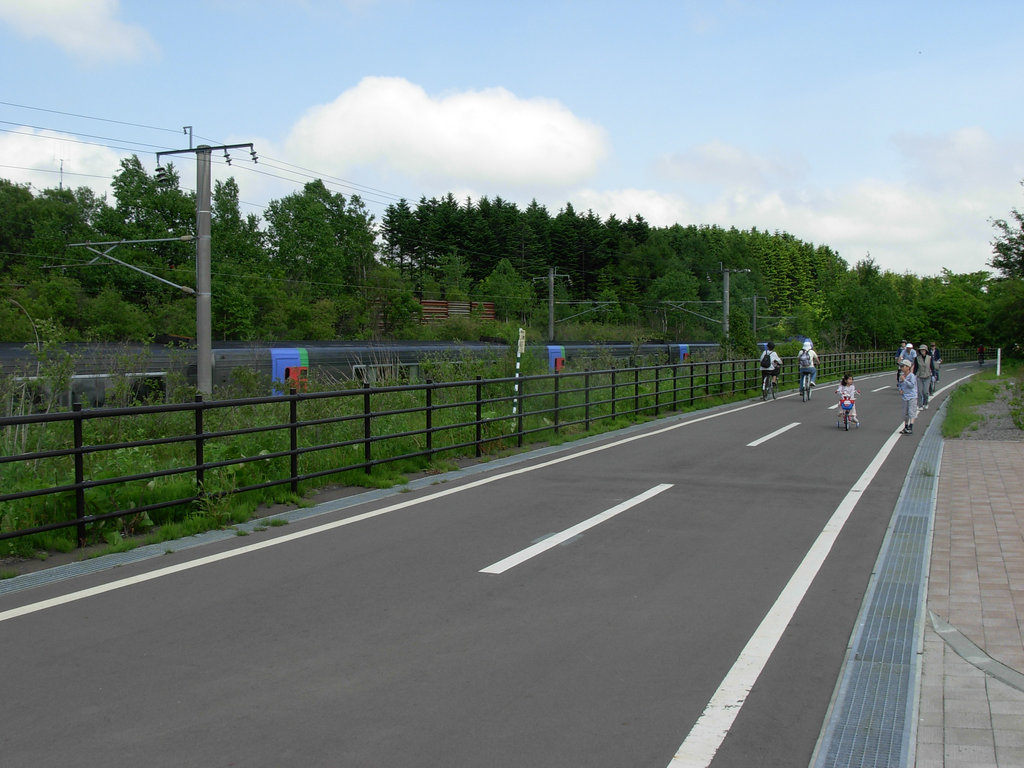
L'ancienne voie transformée en piste cyclable à côté de l'actuelle voie

- 1926 : ouverture entre Numanohata et Naebo via Higashi-Sapporo par la compagnie Hokkaido Railway (北海道鉄道, Hokkaidō Tetsudō?) en tant que ligne Sapporo (札幌線, Sapporo-sen?)
- 1943 : nationalisation de la compagnie. La ligne est renommée ligne Chitose (千歳線, Chitose-sen?)
- 1949 : transfert de la ligne à la JNR
- 1973 : changement d'itinéraire : ouverture entre Kita-Hiroshima et Naebo via Shin-Sapporo et fermeture entre Kita-Hiroshima et Naebo via Higashi-Sapporo à l'exception de la portion Tsukisappu - Higashi-Sapporo qui devient une branche de fret
- 1976 : fermeture entre Tsukisappu et Higashi-Sapporo
- 1987 : transfert de la ligne à JR Hokkaido à la suite de la privatisation de la JNR
- 1992 : ouverture d'une branche entre Minami-Chitose et l'aéroport de Shin-Chitose

## Caractéristiques

### Ligne
- écartement des voies : 1 067 mm
- nombre de voies :
  - 2 entre Numanohata et Shiroishi
  - 1 entre Minami-Chitose et l'aéroport de Shin-Chitose
- électrification : courant alternatif 20 000 V - 50 Hz par caténaire
- vitesse maximale :
  - 120 km/h entre Numanohata et Shiroishi
  - 95 km/h entre Minami-Chitose et l'aéroport de Shin-Chitose

### Services et interconnexions
La ligne est desservie par des trains locaux (omnibus). Des interconnexions ont lieu avec la ligne Hakodate et la ligne Muroran.
La ligne est également desservie par les trains rapides et express suivants (tous en provenance de la ligne Hakodate) :
- Rapid Airport : entre Shiroishi et l'aéroport de Shin-Chitose
- Limited Express Hokuto : entre Shiroishi et Numanohata (continue sur la ligne Muroran)
- Limited Express Suzuran : entre Shiroishi et Numanohata (continue sur la ligne Muroran)
- Limited Express Ōzora : entre Shiroishi et Minami-Chitose (continue sur la ligne Sekishō)
- Limited Express Tokachi : entre Shiroishi et Minami-Chitose (continue sur la ligne Sekishō)

La ligne est également empruntée par des trains de fret.

### Liste des gares
Officiellement, la ligne relie Shiroishi à Numanohata. Toutefois, à Shiroishi, tous les trains continuent jusqu'à Sapporo via la ligne Hakodate et à Numanohata, tous les trains continuent jusqu'à Tomakomai via la ligne Muroran.
Une branche partant de la gare de Minami-Chitose permet de rejoindre la gare de l'aéroport de Shin-Chitose.
Les gares sont identifiées par la lettre H à l'exception de la gare de l'aéroport de Shin-Chitose identifiée AP15.
| Ligne         | Numéro                | Gare               | Nom japonais | Distance (km) depuis Numanohata                                 | Correspondances       | Localisation               | Localisation            |
| ------------- | --------------------- | ------------------ | ------------ | --------------------------------------------------------------- | --------------------- | -------------------------- | ----------------------- |
| Ligne Muroran | H18                   | Tomakomai          | 苫小牧       | 8,8                                                             | JR Hokkaido : Hidaka  | Tomakomai                  | Sous-préfecture d'Iburi |
| Ligne Muroran | H17                   | Numanohata         | 沼ノ端       | 0                                                               | JR Hokkaido : Muroran | Tomakomai                  | Sous-préfecture d'Iburi |
| Ligne Chitose | H17                   | Numanohata         | 沼ノ端       | 0                                                               | JR Hokkaido : Muroran | Tomakomai                  | Sous-préfecture d'Iburi |
| H16           | Uenae                 | 植苗               | 6,4          |                                                                 |                       | Tomakomai                  | Sous-préfecture d'Iburi |
| H15           | Bibi (fermée en 2017) | 美々               | 13,9         |                                                                 | Chitose               | Sous-préfecture d'Ishikari |                         |
| H14           | Minami-Chitose        | 南千歳             | 18,4         | JR Hokkaido : Chitose branche, Sekishō                          | Chitose               | Sous-préfecture d'Ishikari |                         |
| H13           | Chitose               | 千歳               | 21,4         |                                                                 | Chitose               | Sous-préfecture d'Ishikari |                         |
| H12           | Osatsu (ja)           | 長都               | 24,9         |                                                                 | Chitose               | Sous-préfecture d'Ishikari |                         |
| H11           | Sapporo-Beer-Teien    | サッポロビール庭園 | 27,1         |                                                                 | Eniwa                 | Sous-préfecture d'Ishikari |                         |
| H10           | Eniwa                 | 恵庭               | 29,4         |                                                                 | Eniwa                 | Sous-préfecture d'Ishikari |                         |
| H09           | Megumino              | 恵み野             | 31,9         |                                                                 | Eniwa                 | Sous-préfecture d'Ishikari |                         |
| H08           | Shimamatsu            | 島松               | 34,1         |                                                                 | Eniwa                 | Sous-préfecture d'Ishikari |                         |
| H07           | Kita-Hiroshima        | 北広島             | 40,6         |                                                                 | Kitahiroshima         | Sous-préfecture d'Ishikari |                         |
| H06           | Kami-Nopporo          | 上野幌             | 48,6         |                                                                 | Sapporo               | Sous-préfecture d'Ishikari |                         |
| H05           | Shin-Sapporo          | 新札幌             | 51,5         | Métro de Sapporo : Tōzai                                        | Sapporo               | Sous-préfecture d'Ishikari |                         |
| H04           | Heiwa                 | 平和               | 54,4         |                                                                 | Sapporo               | Sous-préfecture d'Ishikari |                         |
| H03           | Shiroishi             | 白石               | 56,6         | JR Hokkaido : Hakodate                                          | Sapporo               | Sous-préfecture d'Ishikari |                         |
| H03           | Shiroishi             | 白石               | 56,6         | JR Hokkaido : Hakodate                                          | Sapporo               | Sous-préfecture d'Ishikari | Ligne Hakodate          |
| H02           | Naebo                 | 苗穂               | 60,2         | JR Hokkaido : Hakodate                                          | Sapporo               | Sous-préfecture d'Ishikari |                         |
| 01            | Sapporo               | 札幌               | 62,4         | JR Hokkaido : Hakodate, Sasshō Métro de Sapporo : Namboku, Tōhō | Sapporo               | Sous-préfecture d'Ishikari |                         |

Branche Minami-Chitose - Aéroport de Shin-Chitose
| Numéro | Gare                     | Nom japonais | Distance (km) | Correspondances                        | Localisation | Localisation               |
| ------ | ------------------------ | ------------ | ------------- | -------------------------------------- | ------------ | -------------------------- |
| AP15   | Aéroport de Shin-Chitose | 新千歳空港   | 0             |                                        | Chitose      | Sous-préfecture d'Ishikari |
| H14    | Minami-Chitose           | 南千歳       | 2,6           | JR Hokkaido : Chitose ligne principale | Chitose      | Sous-préfecture d'Ishikari |

### Section fermée

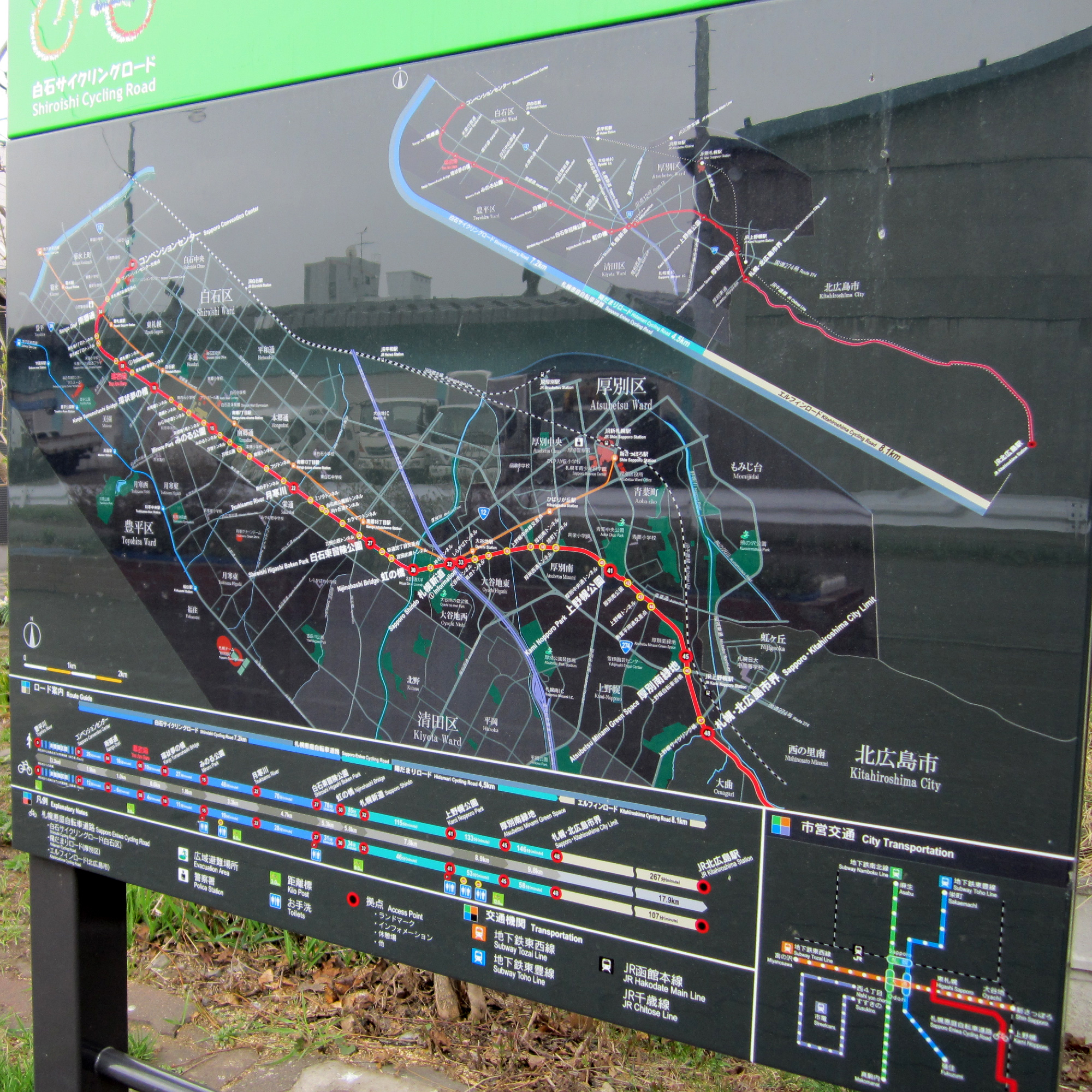
Itinéraire de la piste cyclable Sapporo-Eniwa Cycling Road

Jusqu'en 1973, la ligne Chitose avait un itinéraire différent entre Naebo et Kita-Hiroshima, situé au sud de l'actuel itinéraire. La majeure partie a été transformée en piste cyclable connue sous le nom de Sapporo-Eniwa Cycling Road (札幌恵庭自転車道線, Sapporo Eniwa jidōsha-sen).
| Gare                         | Nom japonais | Distance (km) | Localisation | Localisation               |
| ---------------------------- | ------------ | ------------- | ------------ | -------------------------- |
| Naebo                        | 苗穂         | 0             | Sapporo      | Sous-préfecture d'Ishikari |
| Higashi-Sapporo              | 東札幌       | 3,1           | Sapporo      | Sous-préfecture d'Ishikari |
| Tsukisappu                   | 月寒         | 5,8           | Sapporo      | Sous-préfecture d'Ishikari |
| Ōyachi                       | 大谷地       | 8,9           | Sapporo      | Sous-préfecture d'Ishikari |
| Kami-Nopporo (ancienne gare) | 上野幌       | 12,4          | Sapporo      | Sous-préfecture d'Ishikari |
| Kita-Hiroshima               | 北広島       | 21,9          | Sapporo      | Sous-préfecture d'Ishikari |

## Matériel roulant

### Limited Express

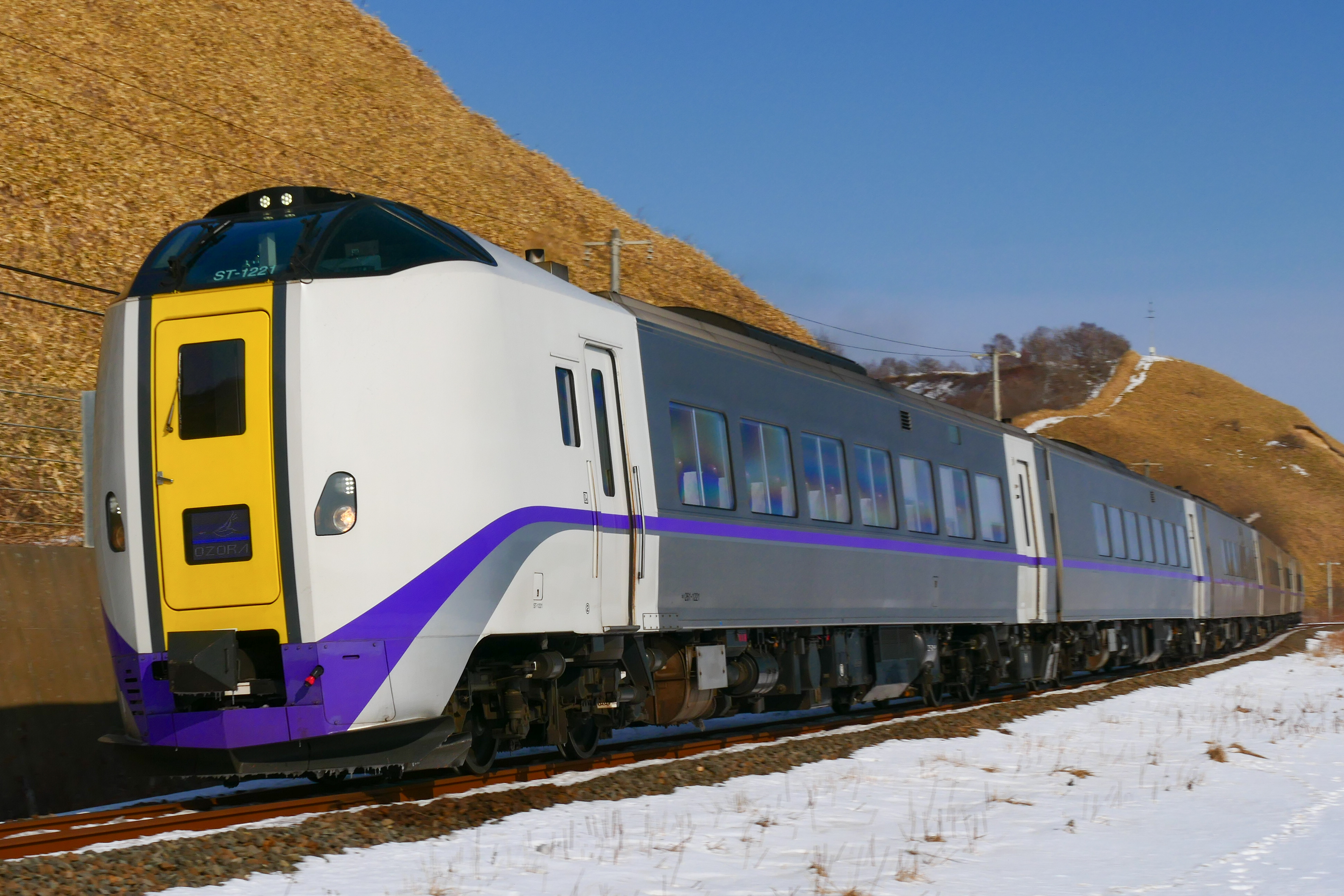
Série KiHa 261-1000 (Hokuto, Tokachi et Ōzora)
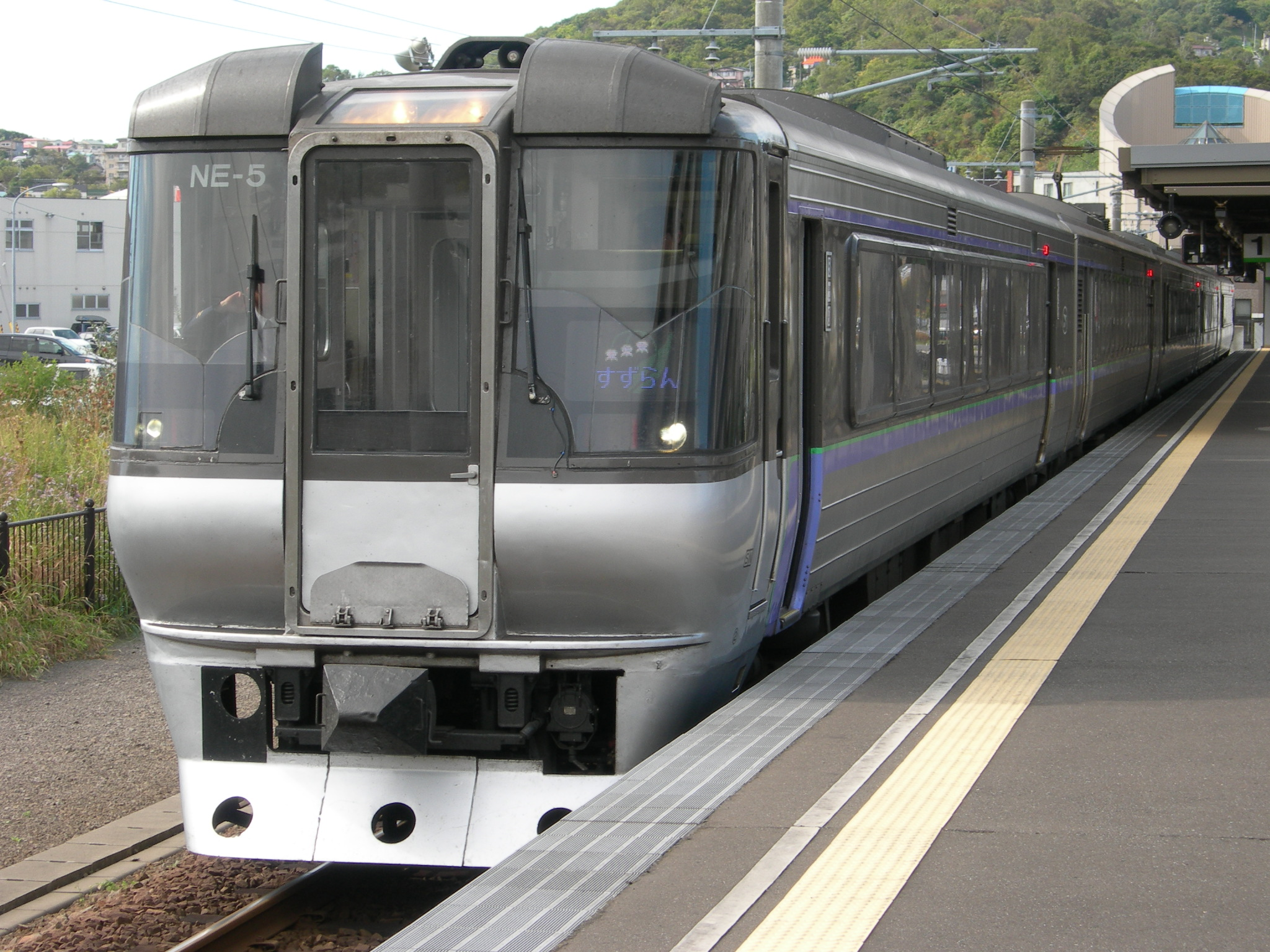
Série 785 (Suzuran)
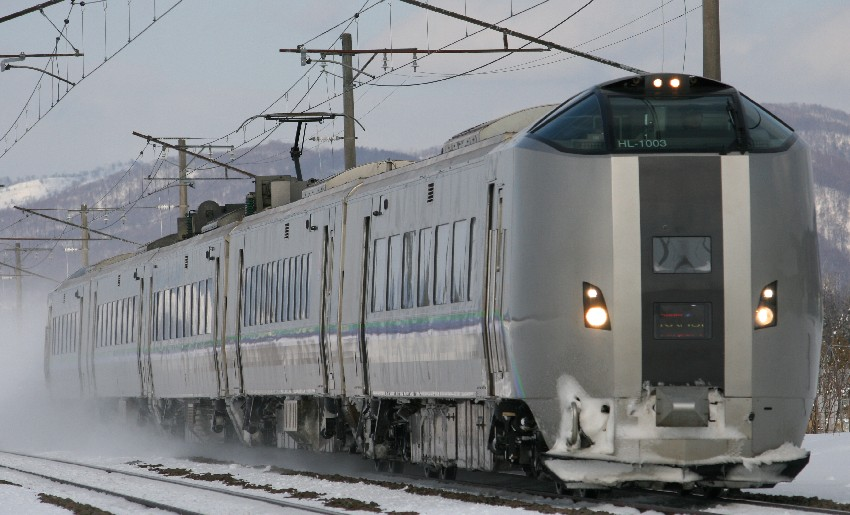
Série 789-1000 (Suzuran)

### Omnibus et rapides

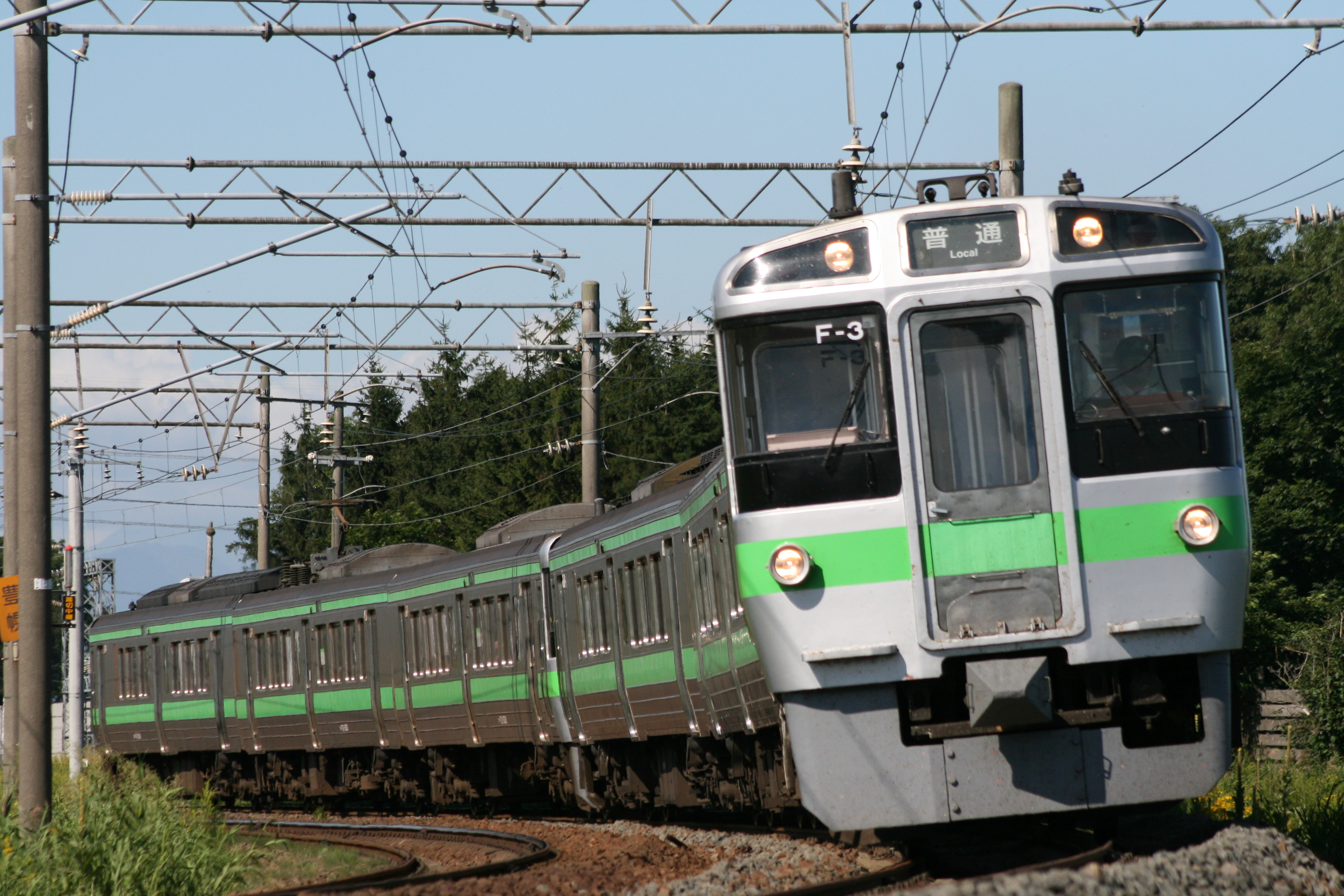
Série 721
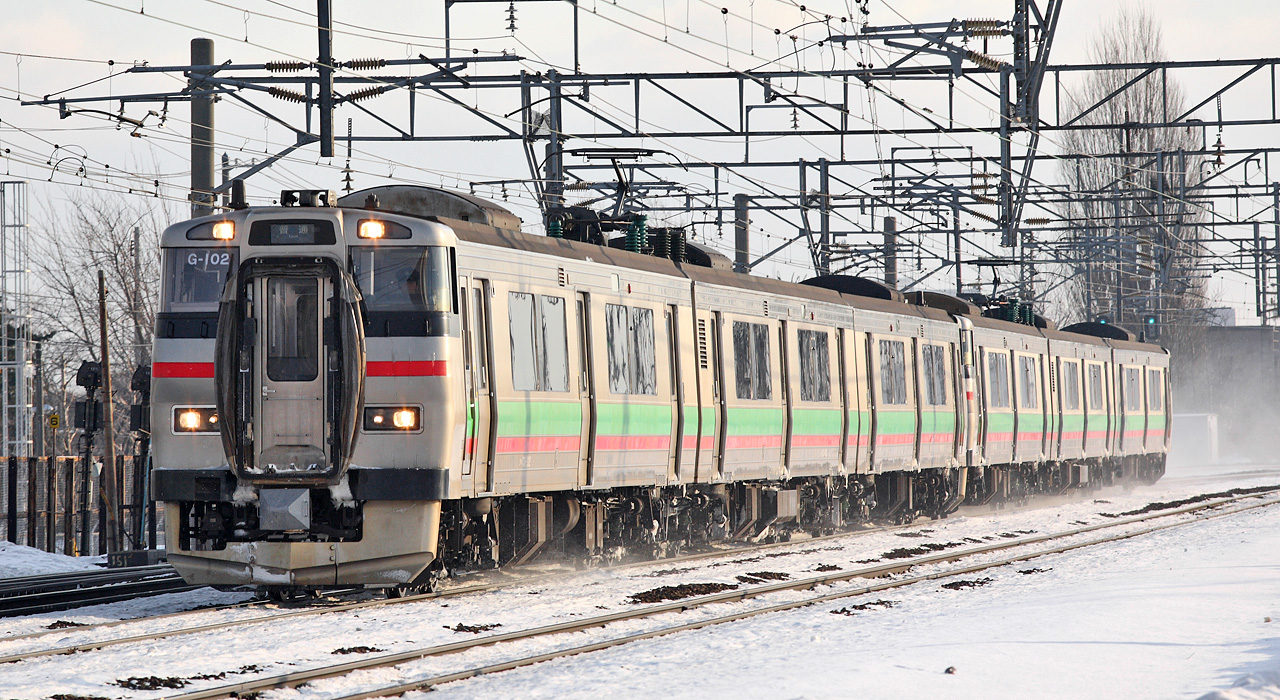
Série 731
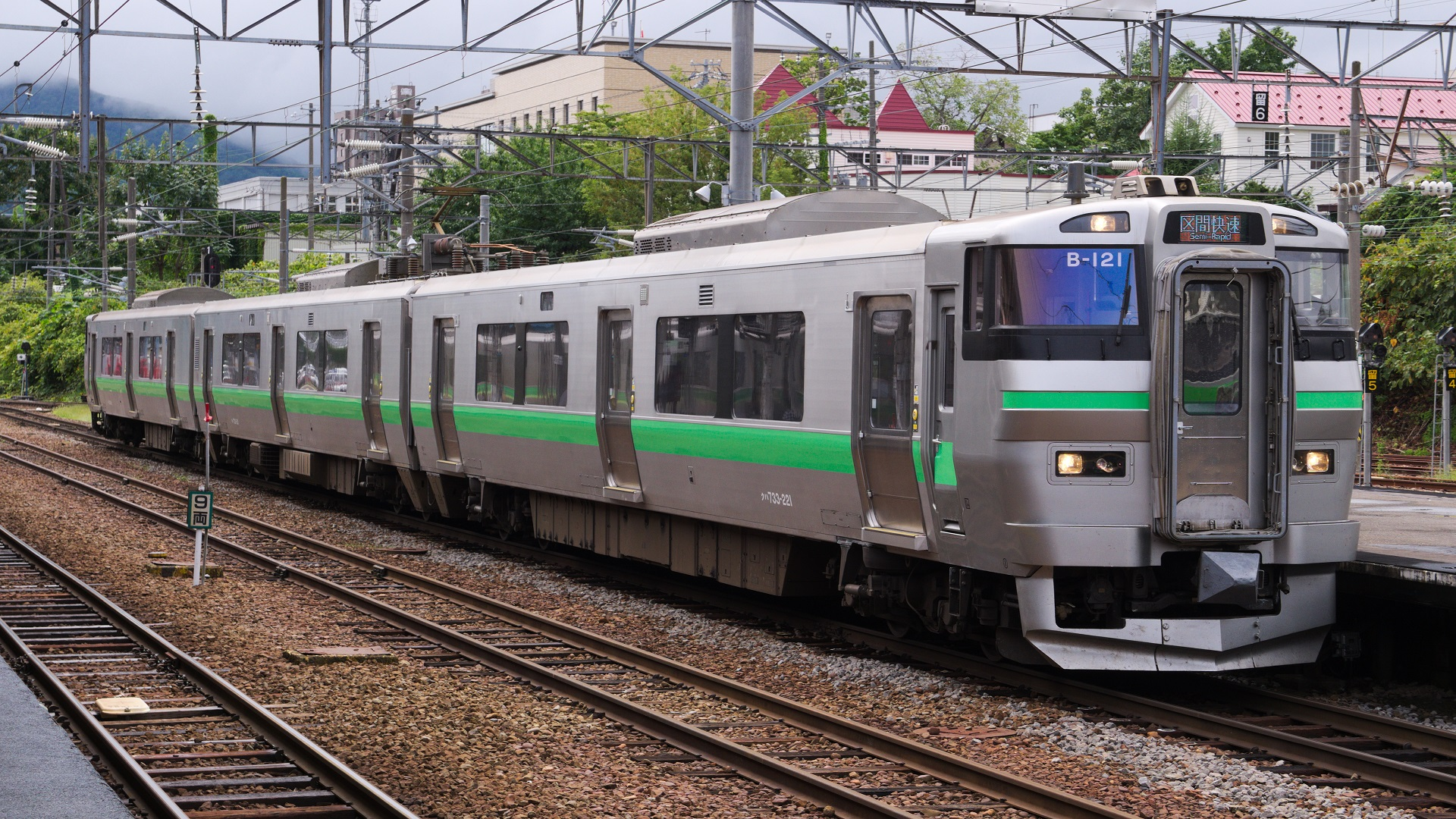
Srie 733
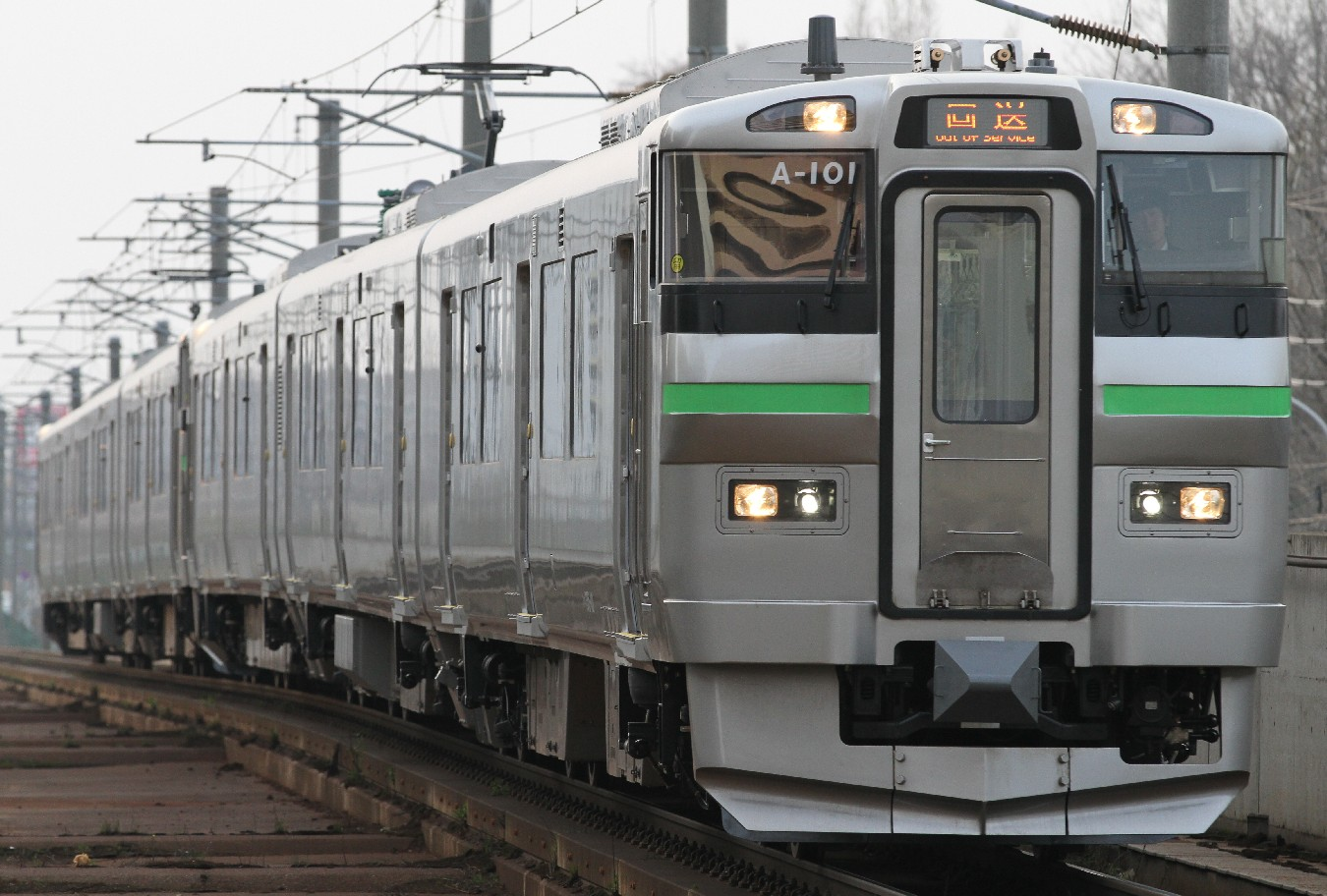
Série 735
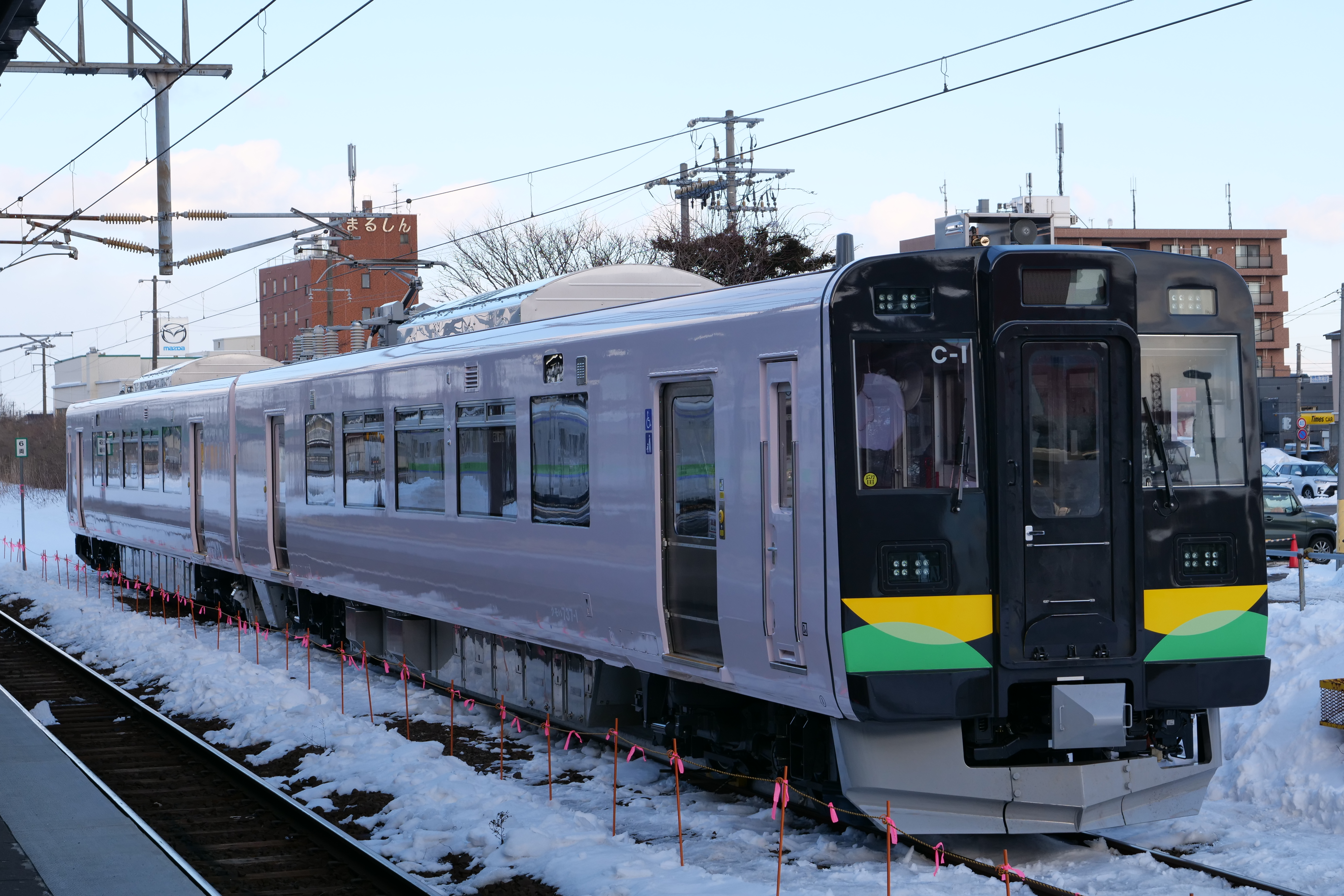
Série 737